# Barevný písek

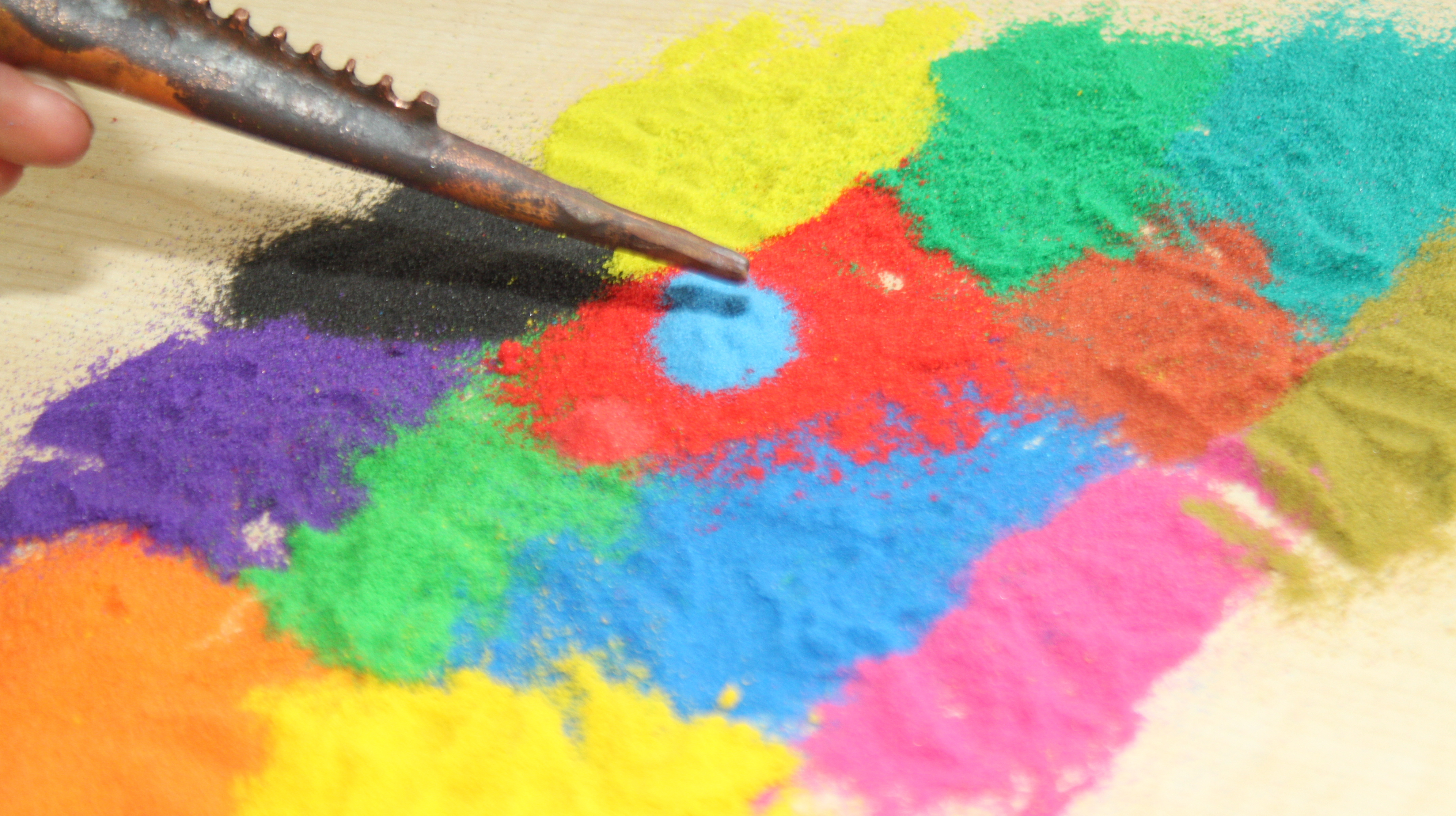
Tvorba obrazů barevným pískem

Barevný písek je označení pro barvený přírodní písek, nejčastěji se jedná o písek křemičitý, k němuž oproti říčnímu písku lépe přilne barva. Označení barevný písek se ujalo v tvořivé technice s barevným pískem - Pískování obrázků. 
Z barevným pískem se vysypávají obrazce na zem, tzv. mandaly. Častěji se používá k tvorbě obrázku na předřazené samolepicí šablony. Jeho další využití je k dekoračním účelům, kdy se jím plní vázy a sklenice. 